# Карнсвил (Џорџија)
Карнсвил (Џорџија) (енгл. Carnesville) град је у америчкој савезној држави Џорџија. По попису становништва из 2010. у њему је живело 577 становника.

## Демографија
Према попису становништва из 2010. у граду је живело 577 становника, што је 36 (6,7%) становника више него 2000. године.
| Група             | 2000.       | 2010.       |
| Белци             | 394 (72,8%) | 473 (82,0%) |
| Афроамериканци    | 135 (25,0%) | 85 (14,7%)  |
| Азијати           | 3 (0,6%)    | 4 (0,7%)    |
| Хиспаноамериканци | 2 (0,4%)    | 12 (2,1%)   |
| Укупно            | 541         | 577         |